# 6-オキソシネオールデヒドロゲナーゼ
6-オキソシネオールデヒドロゲナーゼ（6-oxocineole dehydrogenase）は、モノテルペノイド生合成酵素の一つで、次の化学反応を触媒する酸化還元酵素である。
6-オキソシネオール + NADPH + H+ + O2 {\displaystyle \rightleftharpoons } 1,6,6-トリメチル-2,7-ジオキサビシクロ[3.2.2]ノナン-3-オン + NADP+ + H2O
この酵素の基質は6-オキソシネオール、NADPH、H+とO2で、生成物は1,6,6-トリメチル-2,7-ジオキサビシクロ[3.2.2]ノナン-3-オン、NADP+とH2Oである。
組織名は6-oxocineole,NADPH:oxygen oxidoreductaseで、別名に6-oxocineole oxygenaseがある。